# زلزله‌کوه
زلزله‌کوه یا جزیره زلزله یک جزیره کوچک در دریای عرب در روبه‌روی سواحل شهر بندر گوادر در بلوچستان پاکستان بود که در ۲۴ سپتامبر ۲۰۱۳ پس از یک زمین‌لرزه ظاهر شد. همان‌طور که بسیاری از زمین‌شناسان پیش‌بینی می‌کردند این جزیره به زودی شروع به فرورفتن دوباره در آب کرد. در پایان سال ۲۰۱۶، این جزیره کاملاً ناپدید شد. تصاویر ماهواره‌ای نشان می‌دهد این جزیره از زمان اولیه بیرون زدنش از آب، دوباره ۳ متر (۱۰ فوت) در دریا فرورفته است.
زلزله‌کوه ممکن است یک گل‌فشان باشد که در جریان زمین‌لرزه‌ای به بزرگی ۷٫۷ ریشتر که در ۲۴ سپتامبر ۲۰۱۳ در بلوچستان پاکستان رخ داد سر از آب برآورد. علی رشید تبریز، رئیس مؤسسه ملی اقیانوس‌شناسی پاکستان، معتقد است که از آب بیرون آمدن این جزیره به دلیل انتشار گاز متان در بستر دریا بوده‌است.

## موقعیت مکانی
این جزیره از ساحل حدود ۲ کیلومتر (۱٫۲ مایل) فاصله داشت و از ساحل پاکستان قابل مشاهده بود. ماهواره پلیاد ابعاد آن را بدین گونه اندازه‌گیری کرد: ارتفاع ۱۵ تا ۲۰ متر (۵۰ تا ۶۵ فوت)، طول ۱۷۵٫۷ متر (۵۷۶ فوت)، عرض ۱۶۰٫۹ متر (۵۲۸ فوت)، و سطح ۲۲٫۷۲۶ متر مربع (۲۴۴٫۶۲ متر مربع). اگرچه این ارقام هنوز مورد بحث و بررسی هستند.

## بوم‌شناسی
هرچند این جزیره بی‌سکنه و خالی از حیات بود آب‌های پیرامون آن به پناهگاهی برای ماهی‌ها و دیگر آبزیان (از جمله مرجان بادبزنی ظریف) تبدیل شده‌است که باعث تقویت صنعت ماهی‌گیری محلی شده‌است.